# Unholy (샘 스미스와 킴 페트라스의 노래)
〈Unholy〉(언홀리)는 가수 샘 스미스와 가수 킴 페트라스의 노래이다. 샘 스미스의 네 번째 정규 앨범 《Gloria》의 싱글이다. 빌보드 핫 100 1위와 영국 싱글 차트 1위를 한 곡이다. 미국 음반 산업 협회(RIAA) 인증 플래티넘 등급, 영국 축음기 협회(BPI) 인증 실버 등급을 받은 곡이다.

## 공식 리믹스
- Digital download and streaming (Disclosure remix)[1]

1. "Unholy" (Disclosure remix) – 3:54

- Digital download and streaming (Disclosure extended remix)[2]

1. "Unholy" (Disclosure extended remix) – 5:01

- Digital download and streaming (ACRAZE remix)[3]

1. "Unholy" (ACRAZE remix) – 2:57

## 인증
| 국가                               | 인증     | 판매량/출하량 |
| ---------------------------------- | -------- | ------------- |
| 오스트레일리아 (ARIA)              | 골드     | 35,000        |
| 오스트리아 (IFPI 오스트리아)       | 골드     | 15,000        |
| 이탈리아 (FIMI)                    | 골드     | 35,000        |
| 뉴질랜드 (RMNZ)                    | 플래티넘 | 30,000        |
| 폴란드 (ZPAV)                      | 골드     | 25,000        |
| 영국 (BPI)                         | 골드     | 400,000       |
| 미국 (RIAA)                        | 플래티넘 | 1,000,000     |
| 판매량+스트리밍을 기반으로 한 인증 |          |               |